# شنا لمبرت
شنا لمبرت (انگلیسی: Shaena Lambert) رمان‌نویس و نویسنده داستان کوتاه کانادایی است.
شنا، متولد سال ۱۹۵۹ در شهر ونکوور است. وی همچنین در شهرهای تورنتو، نیویورک و اوکانوگان زندگی کرده‌است. شنا، اکنون با همسرش «باب پنر»، مشاور سیاسی در ونکوور کانادا زندگی می‌کند. آن‌ها صاحب دو فرزند هستند.
آثار لمبرت در نشریات معتبری چون Ploughshares ,Zoetrope: All-Story ,Toronto Life و The Walrus به چاپ رسیده است. داستان‌های او سه مرتبه نامزد «بهترین داستان‌های کانادایی» شده و به وسیله انتشارات اوبرون چاپ شده‌اند. این داستانها همچنین به وسیله انتشارات The Journey Prize Anthology گردآوری شده‌اند. نخستین کتاب شنا به نام The falling Woman مجموعه ای از داستانهای کوتاه اوست که انتقادات زیادی به آن شده‌است. منتقد نشریه همیلتون دربارهٔ کتاب The falling Woman می‌نویسد: «در آثار شنا لمبرت، دو لایه تجربه وجود دارد که یکی دیگری را به نقد می‌کشد، نویسنده ای که درک و فهم آلیس مونرو از درون انسان‌ها را دارد و نبوغ یان مارتل برای استفاده از شخصیت‌های کاملاً متفاوت همراه اوست». The falling Woman برنده جایزه دانوتا گلید بود و به عنوان جایزه بهترین کتاب روزنامه گلوب اند میل در سال ۲۰۰۲ انتخاب شد.
رمان دیگر لمبرت به نام درخشندگی نیز در سال ۲۰۰۷ به وسیله انتشارات رندم هوس کانادا و انتشارات ویراگو در انگلستان چاپ و مورد توجه منتقدین قرار گرفته‌است. این اثر بار دیگر نیز با نویسندگان کانادایی مانند آلیس مونرو و کارول شیلدز مورد مقایسه قرار گرفت. درخشندگی، داستان زندگی بازمانده ای از شهر هیروشیما به نام Keito Kitiwaga را نقل می‌کند که بعد از جنگ جهانی دوم به آمریکا سفر کرده و درگیر رابطه پیچیده‌ای با همسرش در لانگ آیلند می‌شود. درخشندگی، در سال ۲۰۰۷ نامزد جایزه Rogers Writers' Trust Fiction Prize و در سال ۲۰۰۸ نیز به عنوان بهترین کتاب گلوب اند میل شناخته شده‌است.
کتاب داستان‌های شنا لمبرت به نام وای، عزیزم(انگلیسی: Oh, My Darling) نیز به وسیله انتشارات هارپر کالینز در کانادا در سال ۲۰۱۳ به چاپ رسیده است.

## آثار
- وای، عزیزم
- درخشندگی
- زن مغلوب